# Снігур тайванський
Снігур тайванський (Pyrrhula owstoni) — вид горобцеподібних птахів родини в'юркових (Fringillidae). Це ендемік острова Тайвань. Раніше його вважали підвидом сивоголового снігуря (P. erythaca), і більшість систематиуів вважають його таким, але дослідження 2020 року показало, що він представляє окремий вид, який відділився від P. erythaca в середині плейстоцену, і Міжнародний орнітологічний конгрес визнав його повноцінним видом.